# 板口线虫属
板口线虫属（学名：Necator）为钩口线虫科的一个属。

## 下属物种
本属包括以下物种：
- 美洲板口线虫 Necator americanus (Stiles, 1902)
- 阿根廷板口线虫 Necator argentinus
- 猪板口线虫 Necator suillus